# 113661 Augustodaolio
113661 Augustodaolio este o planetă minoră (asteroid) din centura de asteroizi. A fost descoperită pe 2 octombrie 2002 la  de . 
Obiectul prezintă o orbită caracterizată de o semiaxă mare de 3,107109702871 UAi, o excentricitate de 0,11254453470035, o înclinație de 13,767230304996 ° în raport cu ecliptica.